# 福島県立船引高等学校
福島県立船引高等学校（ふくしまけんりつ ふねひきこうとうがっこう）は、福島県田村市に所在する県立高等学校。通称「船高」（ふなこう）。

## 概要
田村市に所在する唯一の高等学校。ちなみに福島県立田村高等学校は田村郡三春町に所在している。
普通科高校としては珍しいデュアルシステムを導入している。

## 設置学科
- 全日制課程
  - 普通科

## 沿革
- 1948年 - 定時制高校として創立。
- 1951年 - 福島県立田村高等学校に統合され、船引農業部となる。
- 1953年 - 普通課程、家庭課程を設置し、田村高等学校船引第二部に改称。
- 1960年 - 福島県立船引高等学校として独立。
- 1997年 - 家政科募集停止。普通科に学科内コース制（総合コース・福祉コース・食物文化コース）を導入。
- 2008年 - 総合コースに特別進学クラス設置
- 2009年 - 福祉コース・食物文化コース募集停止。デュアルシステムを導入。
- 2011年 - 福祉コース・食物文化コース廃止。
- 2026年 - 福島県立小野高等学校と統合し、福島県立あぶくま柏鵬高等学校となる。(予定)

## 進路概況
例年過半数以上は就職者である。しかし特別進学コースの設置により、近年は四年制大学へ進学する生徒も増えてきている。

## 部活動

### 運動部
- 野球部
- サッカー部
- バスケットボール部
- バドミントン部
- ソフトテニス部
- バレーボール部
- 卓球部
- 剣道部

### 文化部
- 美術部
- よさこい部
- 茶華道部
- ドローン科学探究部

### 同好会
- みゅ〜じっくらぼ

## 慶應義塾大学との関係
2016年12月21日、田村市と慶應義塾大学はドローンの利活用について包括的な連携協力協定を締結した。ドローンの人材育成やドローンを利用した地域振興を目指したもので、市内にある船引高校では人材育成の一環として慶大によるドローン特別講座が開講された。大学が市町村とドローンで連携するのは今回が初めて。

## 著名な出身者
- 本田仁一（田村市長、元福島県議会議員）

## 交通
- JR磐越東線船引駅より福島交通バス利用船引高校バス停下車
- JR磐越東線船引駅より徒歩約15分